# 新政
新政是指對政治、經濟、社會等方面進行革新的運動。
比較著名的新政例子如慶曆新政、王莽新政、清末新政、美國罗斯福新政等，這些新政均對當時以及其後的社會發展有著深刻的影響。